# Мария Китерия
Мария Ките́рия ди Жезус (порт. Maria Quitéria de Jesus; 27 июля 1792, Фейра-ди-Сантана — 21 августа 1853, Салвадор) — бразильская военная деятельница, национальная героиня войны за независимость страны. Ещё при жизни была названа «бразильской Жанной д’Арк»; в Бразилии считается покровительницей сотрудников административных служб бразильских сухопутных войск.

## Биография
Мария Китерия родилась в местечке Ликуризейру рядом с Фейра-ди-Сантаной в семье Гонсалу Алвиша ди Алмейду и Китерии Марии ди Жезус. Дата рождения принята большинством бразильских историков как 27 июля 1792 года, хотя совершенно точных сведений об этом нет. В 1803 году, когда Марии было 10 лет, её мать умерла, через несколько месяцев отец женился на другой женщине, но она также вскоре умерла. 
Затем отец с дочерью Марией обзавёлся собственной фермой и в третий раз женился — на женщине по имени Мария Роза ди Бриту, в браке с которой у него родилось ещё трое детей. Отношения с мачехой у Марии не заладились, так как та не желала признавать независимый характер падчерицы. Несмотря на то, что Мария не получила практически никакого формального образования и осталась неграмотной, она научилась хорошо ездить верхом, обращаться с огнестрельным оружием и охотиться, что было важными навыками в то время.
В июле 1822 года в Баие стали разрастаться начавшиеся ещё за год до этого волнения против португальских колониальных властей, и принц Педру отправил во все города и селения эмиссаров с целью вербовки солдат для армии восстания. Отец Марии к тому времени вновь овдовел и один воспитывал нескольких маленьких детей (из сыновей ни один не достиг призывного возраста), поэтому он был освобождён от призыва в революционную армию. Тем не менее Мария внезапно попросила у отца разрешения вступить в войска вместо него и, получив отказ, бежала в дом своей замужней сводной сестры, где ей помогли остричь её волосы. 
После этого, переодевшись мужчиной, она отправилась в Кашоэйру и вступила там под фамилией Медейрос в артиллерийский полк, где пребывала две недели, пока не была обнаружена и разоблачена своим отцом. Однако своим умением владеть оружием и дисциплиной она настолько удивила военных, что на её защиту встал майор Жозе Антонио да Силва Кастро, командир так называемого добровольческого «батальона попугаев» (солдат прозвали так из-за зелёной расцветки воротников и манжетов на их форме), который позволил Марии остаться в войсках, несмотря на протест отца, однако с условием, чтобы поверх военных штанов она надела шотландский килт.
29 октября 1822 года Мария Китерия участвовала в обороне острова Маре, а затем ещё в нескольких сражениях. Славу ей принесло участие в битве под Питубой в феврале 1823 года, когда ей было доверено возглавить атаку на неприятельское укрепление. В этом бою она самолично взяла в плен и отконвоировала в расположение своего батальона несколько португальских солдат (по мнению большинства современных историков, только двоих, хотя ранее назывались гораздо бо́льшие числа).

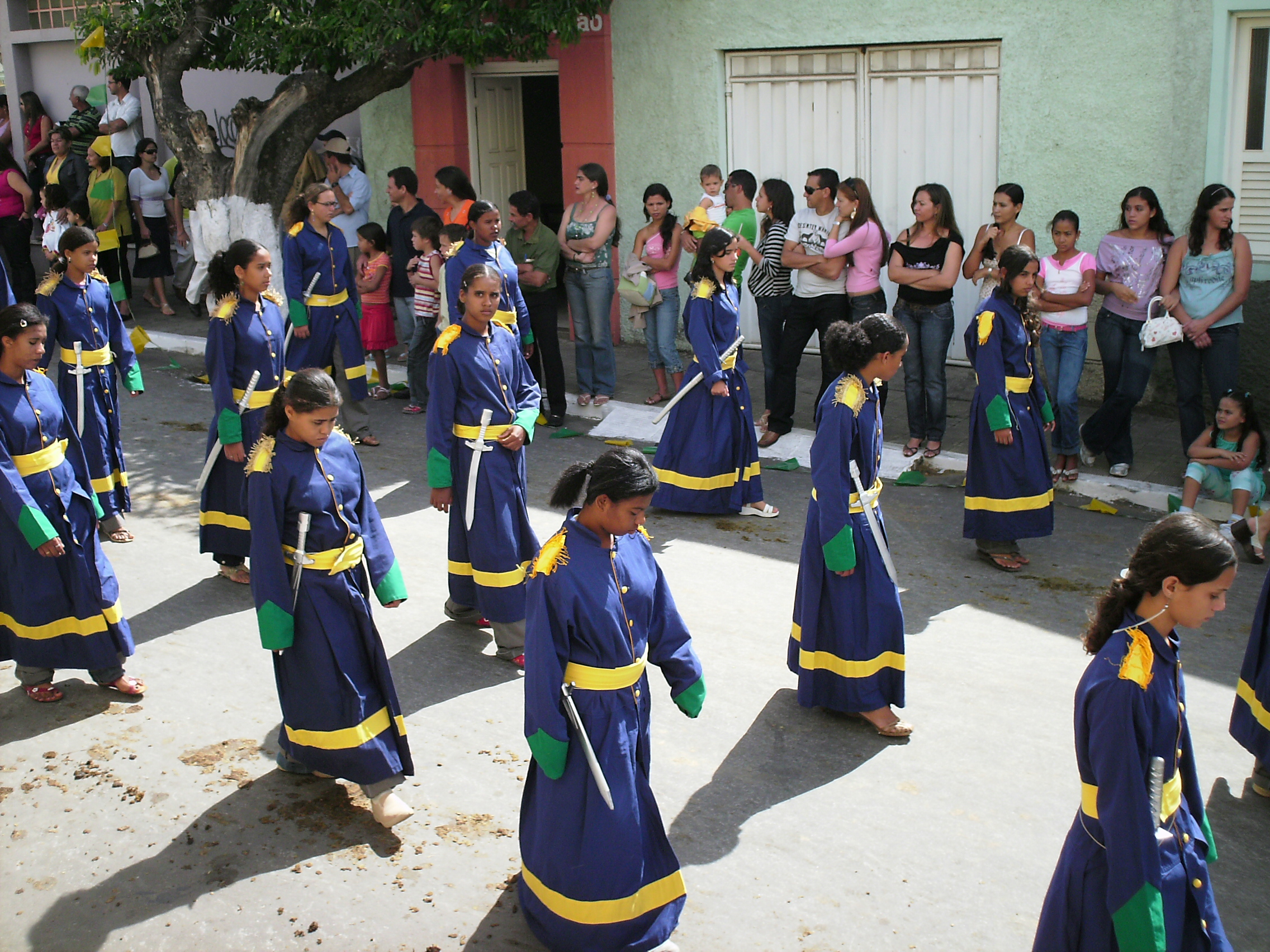
Участницы фестиваля 2 июля в городе Каэтите, одетые как Мария Китерия.

31 марта 1823 года ей было присвоено звание кадета, а 2 июля, когда армия восставших с триумфом вступила в Салвадор и Мария была встречена удивлёнными и ликующими возгласами местных жителей, командование дало ей официальное разрешение носить военный мундир (по-прежнему только с килтом), военный шлем с пером и меч. 20 августа 1823 года в Рио-де-Жанейро она была награждена Императорским орденом де Крузейро и получила звание энсина (в котором и вышла в отставку) и личную благодарность от императора Бразилии за службу. Во время аудиенции у монарха Мария попросила его написать её отцу письмо с просьбой простить её за неповиновение, что император и сделал. 
Получив прощение отца, Мария вышла замуж за своего друга детства, фермера Габриэла Пирейру ди Бриту, в браке с которым родила дочь. Овдовев в 1835 году, она вернулась в Фейра-ди-Сантану и попыталась получить наследство, оставленное ей отцом, умершим годом раньше. Однако из-за бюрократических сложностей она потерпела неудачу и переехала с дочерью в Салвадор, где умерла в возрасте 61 года в бедности, почти ослепнув и будучи совершенно забытой. Её останки погребены в Церкви святого причастия и Святой Анны в окрестностях Назарета в Салвадоре.

## Память

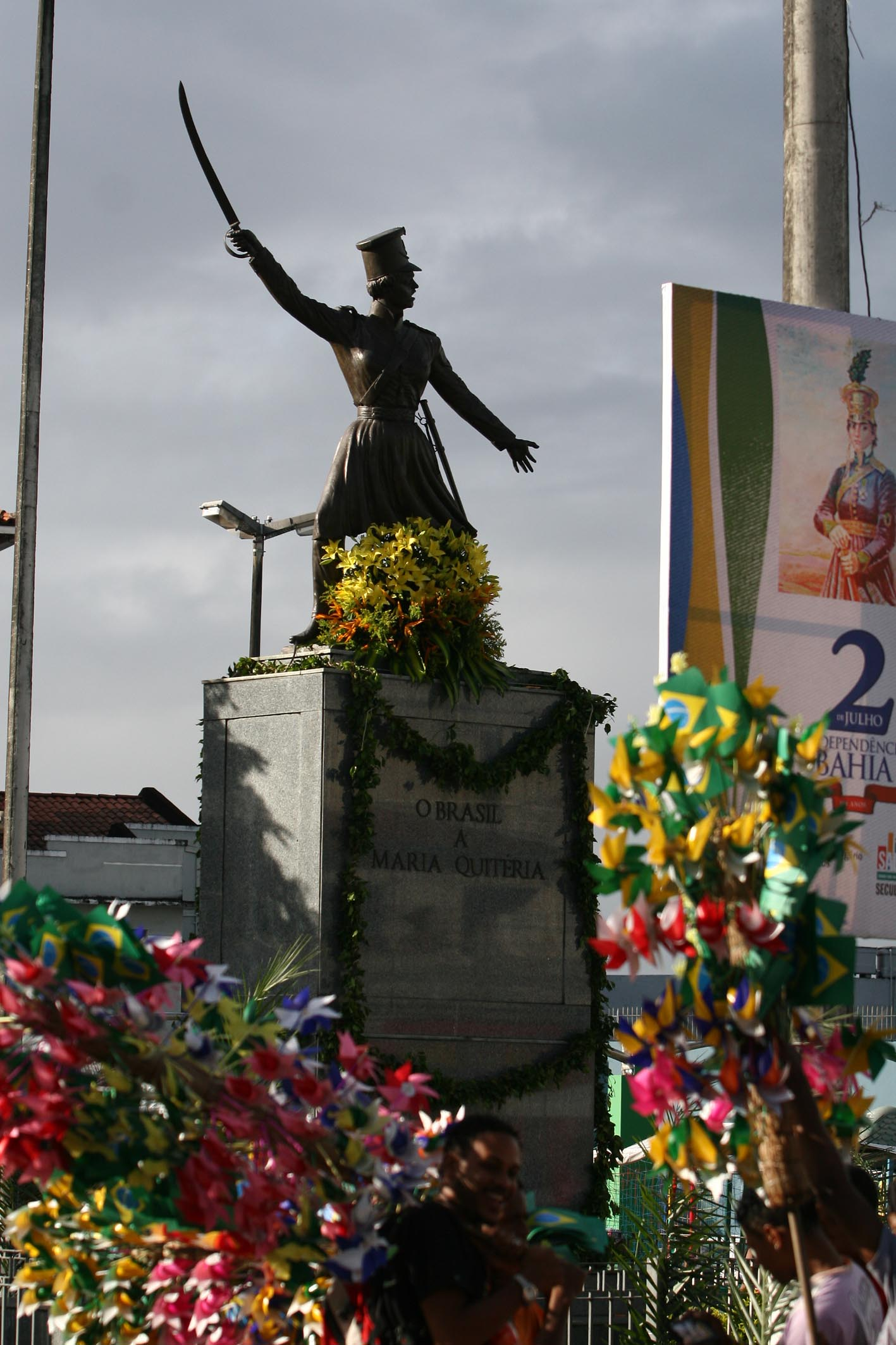
Бронзовая скульптура Марии Китерии в Салвадоре, по традиции украшенная цветами в День независимости Бразилии 2 июля. Скульптура работы Жозе П. Баррету была открыта в 1953 году.

В 1953 году, к столетию её смерти, военными была выпущена бронзовая медаль с изображением Марии Китерии. С тех пор в муниципалитете Салвадор вручаются военная медаль и грамота имени Марии Китерии.
В 1920 году итальянским художником Доменико Файлутти был написан её знаменитый портрет в полный рост.
28 июня 1996 года указом президента Бразилии Мария Китерия была объявлена покровительницей административных служб бразильских сухопутных войск, с этого момента её портреты должны висеть во всех казармах и учреждениях данного ведомства.